# Arleta

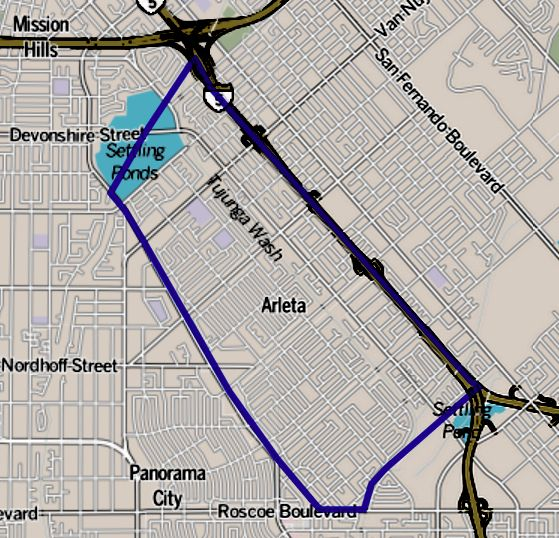
Mappa di Arleta, Los Angeles, California

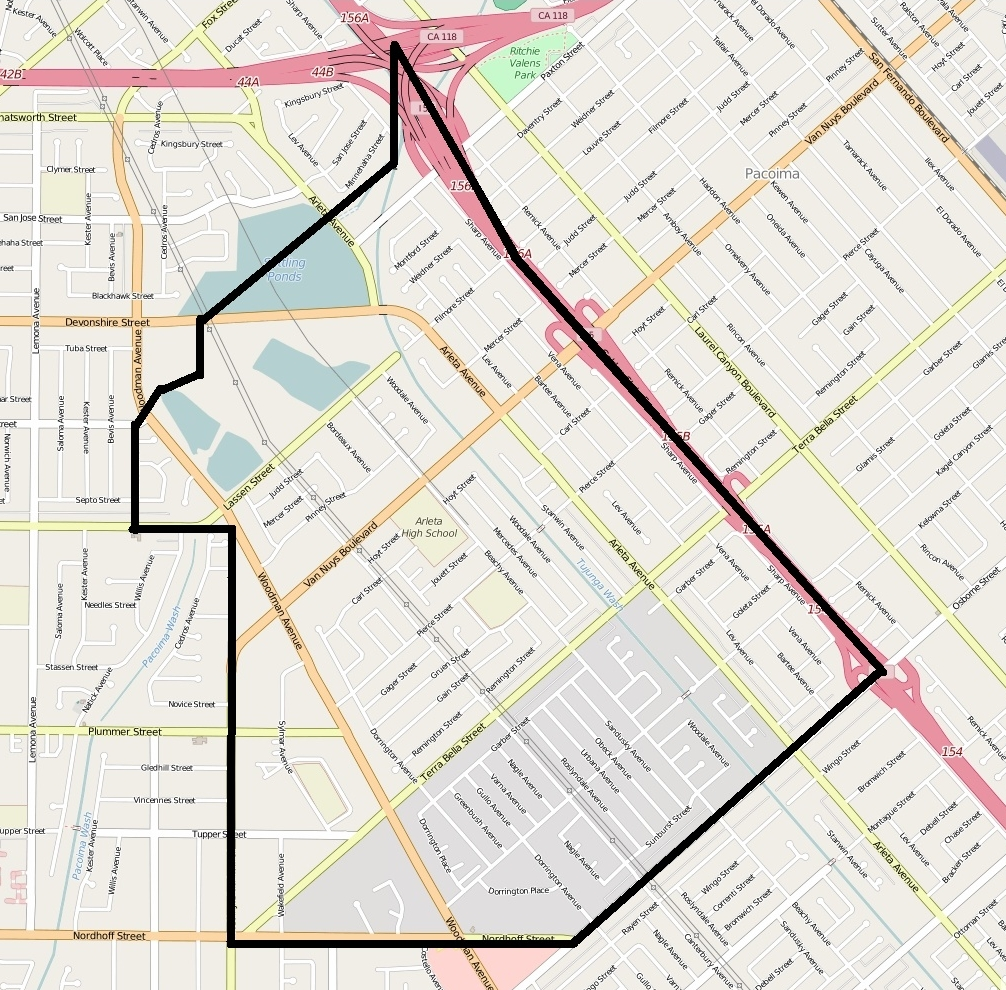
Mappa di Arleta

Arleta è una comunità e un quartiere nella San Fernando Valley di Los Angeles, in California, con un'alta percentuale di residenti latini e di persone nate al di fuori degli Stati Uniti.

## Geografia
Arleta è delimitato dai distretti di Los Angeles Mission Hills e North Hills a nord, Sun Valley a est, Pacoima a nord-est e Panorama City a ovest. Si trova all'interno del sesto distretto comunale.
I confini territoriali di Arleta sono Paxton Avenue a nord-ovest, Laurel Canyon Boulevard a nord-est, Tonopah Avenue a sud-est e Woodman Avenue a sud-ovest, occupando un'area quadrata di circa quattro miglia.

## Dati demografici
Dal censimento degli Stati Uniti del 2000 Arleta contava 31.068 residenti nel quartiere di 3,10 miglia quadrate, ovvero 10.034 persone per miglio quadrato, una densità di popolazione media per la città. Nel 2008 la popolazione era aumentata a 32.622. Nel 2000 l'età media dei residenti era di 29 anni, circa la media dei quartieri cittadini. La percentuale di residenti tra gli 11 ei 18 anni è tra le più alte della contea.
Il quartiere è considerato "moderatamente vario" etnicamente  all'interno di Los Angeles, con una percentuale relativamente alta di latinos. La ripartizione era Latinos , 71,7%; asiatici , 11,0%; bianchi , 13,2%; neri , 2,2%; e altri, 1,9%. Messico (55,3%) ed El Salvador (11,2%), luoghi di nascita più comuni per il 46% dei residenti nati all'estero, percentuale elevata per Los Angeles.
Il reddito familiare medio annuo in dollari del 2008 è stato di 65649 $, considerato medio per la città. Gli affittuari occupavano il 19,6% del patrimonio immobiliare e i proprietari di case o appartamenti detenevano l'80,4%. La dimensione media della famiglia di 4.0 persone è considerata elevata per Los Angeles. L'11,5% delle famiglie con un solo genitore è considerato nella media dei quartieri cittadini.

## Economia
L'azienda di moda Juicy Couture ha sede ad Arleta.

## Parchi e divertimenti
Il Branford Park si trova ad Arleta. La struttura dispone di un auditorium, un campo da baseball illuminato, un campo da baseball non illuminato, campi da basket all'aperto illuminati, un'area giochi per bambini, una sala comune, una palestra interna con pesi, una palestra interna senza pesi, una palestra all'aperto senza pesi, una cucina, una sala musica, tavoli da picnic, un campo da calcio illuminato, un palcoscenico, campi da tennis illuminati e campi da pallavolo illuminati.
Ad Arleta è presente anche il Devonshire Arleta Park.

## Infrastrutture

### Trasporti
Arleta è accessibile dalla Golden State Freeway ( I-5 ) e dalla Hollywood Freeway ( SR 170 ). Le principali arterie includono Van Nuys Boulevard , Woodman Avenue, Arleta Avenue, così come Sheldon, Branford, Osborne e Terra Bella Streets. La linea 761 della metropolitana fornisce un transito veloce su Van Nuys Boulevard e la linea 158 della metropolitana sale su Woodman Avenue, ma svolta su Arleta Avenue via Brandford Street e continua lungo Devonshire St verso Granada Hills , Northridge e Chatsworth , rispettivamente.

### Biblioteche
La Biblioteca pubblica di Los Angeles gestisce la filiale di Granada Hills.

## Persone notevoli
- Johnny Burnette, cantante rockabilly
- Sharon Shapiro, ginnasta

## Cultura popolare
Arleta è stata anche la location per le riprese della famiglia McFly nella serie Ritorno al futuro .

## Istruzione

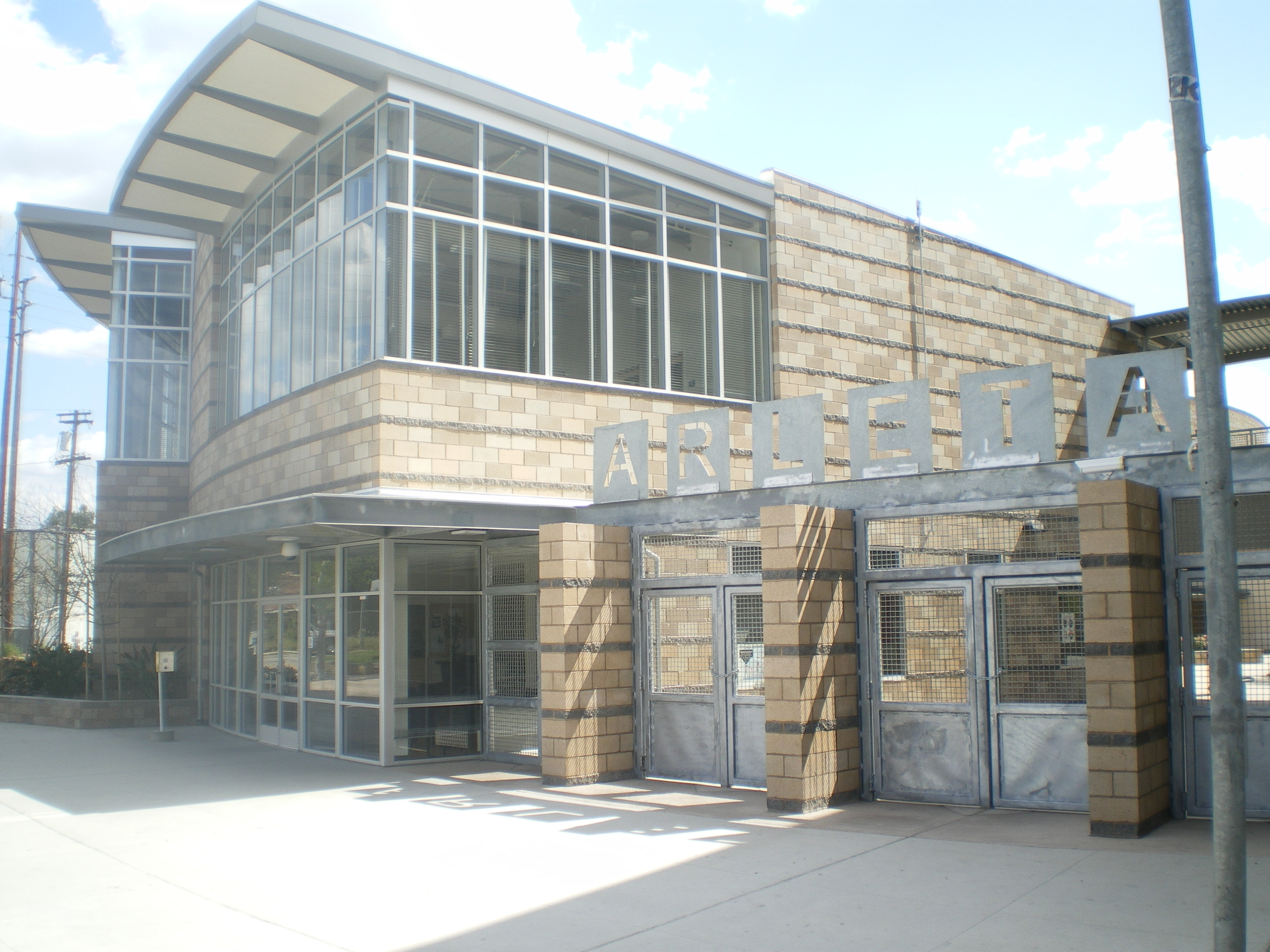
Arleta High School

Arleta è all'interno del distretto scolastico unificato di Los Angeles. Le scuole di Arleta sono le seguenti: 
- Arleta High School, 14200 Van Nuys Boulevard
- Scuola elementare Sharp Avenue, 13800 Pierce Street
- Scuola elementare di Beachy Avenue, 9757 Beachy Avenue
- Scuola elementare di Viale Vena, 9377 Viale Vena
- Scuola elementare di Canterbury Avenue, 13670 Montague Street
- Bert Corona Charter Scuola media, 9400 Remick Avenue